# Sentier de grande randonnée 128
Le sentier de grande randonnée 128 (GR 128) relie Wissant en France à Aix-la-Chapelle en Allemagne.

## Parcours

### France

#### Pas-de-Calais
- Wissant
- Peuplingues
- Bouquehault
- Quercamps

#### Nord
- Watten
- Clairmarais (Pas-de-Calais)
- Cassel
- Steenvoorde
- Berthen

### Belgique
- Kemmel
- Ypres (en néerlandais : Ieper)
- Zonnebeke
- Roulers (en néerlandais : Roeselare)
- Tielt
- Deinze
- Gand (en néerlandais : Gent)
- Laerne (en néerlandais : Laarne)
- Termonde (en néerlandais : Dendermonde)
- Mazenzele (Opwijk)
- Weerde
- Wespelaer (en néerlandais : Wespelaar)
- Louvain (en néerlandais : Leuven)
- Tirlemont (en néerlandais : Tienen)
- Drieslinter
- Cortenbosch (en néerlandais : Kortenbos)
- Looz (en néerlandais : Borgloon)
- Tongres (en néerlandais : Tongeren)
- Hoeselt
- Fourons (en néerlandais : Voeren)

### Pays-Bas
- Maastricht

### Allemagne
- Aix-la-Chapelle